# Thecaphora deformans
Thecaphora deformans är en svampart som beskrevs av Durieu & Mont. 1847. Thecaphora deformans ingår i släktet Thecaphora och familjen Glomosporiaceae.   Inga underarter finns listade i Catalogue of Life.